# Consonante fricativa
Nella fonetica articolatoria, una consonante fricativa (o anche spirante) è una consonante, classificata secondo il proprio modo di articolazione.
Il fono viene prodotto mediante un restringimento tra alcuni organi nella cavità orale, che si avvicinano senza tuttavia chiudersi completamente come nelle occlusive: l'aria continua a fuoriuscire, passando attraverso la stretta fessura formatasi e provocando in tal modo un rumore di frizione. Si noti che una consonante fricativa, per sua stessa natura, è una consonante continua, nel senso che può essere prolungabile a piacere, a differenza per esempio delle consonanti occlusive.

## Le consonanti
Le consonanti fricative possono essere, a seconda dell'eventuale vibrazione delle corde vocali, sorde (prive di vibrazioni) o sonore (con vibrazione delle corde vocali).
A seconda del luogo di articolazione, invece, le consonanti fricative possono essere suddivise in bilabiali, labiodentali, dentali, alveolari, postalveolari, retroflesse, palatali, velari, uvulari, faringali e glottidali.

### Lista delle consonanti fricative
L'alfabeto fonetico internazionale ha classificato le seguenti consonanti fricative:

#### Fricative sibilanti
- [s] fricativa alveolare sorda
- [z] fricativa alveolare sonora
- [ʃ] fricativa postalveolare sorda
- [ʒ] fricativa postalveolare sonora
- [ɕ] fricativa alveolopalatale sorda
- [ʑ] fricativa alveolopalatale sonora
- [ʂ] fricativa retroflessa sorda
- [ʐ] fricativa retroflessa sonora

#### Fricative non sibilanti centrali
- [ɸ] fricativa bilabiale sorda
- [β] fricativa bilabiale sonora
- [f] fricativa labiodentale sorda
- [v] fricativa labiodentale sonora
- [θ] fricativa dentale sorda
- [ð] fricativa dentale sonora
- [ç] fricativa palatale sorda
- [ʝ] fricativa palatale sonora
- [x] fricativa velare sorda
- [ɣ] fricativa velare sonora
- [ɧ] fricativa dorsopalatale velare sorda
- [χ] fricativa uvulare sorda
- [ħ] fricativa faringale sorda
- [ʜ] fricativa epiglottale sorda

#### Fricative laterali
- [ɬ] Fricativa alveolare laterale sorda
- [ɮ] Fricativa alveolare laterale sonora
- [ɭ˔̊] Laterale fricativa retroflessa sorda (non in IPA)
- [ʎ̥˔] Laterale fricativa palatale sorda (non in IPA)
- [ʟ̝̊] Laterale fricativa velare sorda (non in IPA)

#### Simboli usati sia per le fricative che per le approssimanti
- [ʁ] fricativa uvulare sonora
- [ʕ] fricativa faringale sonora
- [ʢ] fricativa epiglottale sonora

#### Pseudo-fricative
- [h] fricativa glottale sorda
- [ɦ] fricativa glottale sonora

#### Coarticolazioni fricative

##### Coarticolazioni approssimanti
Si tratta delle corrispondenti sorde delle approssimanti coarticolate, ritenute in posizione intermedia tra approssimante e fricativa.
- [ʍ] Fricativa labiovelare sorda o Approssimante labiovelare sorda
- [ɫ] Fricativa labiopalatale sorda o Approssimante labiopalatale sorda

##### Coarticolazioni fricative
- [ɕ] Fricativa alveolopalatale sorda
- [ʑ] Fricativa alveolopalatale sonora
- [ɧ] Fricativa dorsopalatale velare sorda

#### Fricative eiettive
- [fʼ] Eiettiva labiodentale fricativa
- [θʼ] Eiettiva dentale fricativa
- [sʼ] Eiettiva alveolare fricativa
- [ɬʼ] Eiettiva laterale fricativa
- [xʼ] Eiettiva velare fricativa
- [χʼ] Eiettiva uvulare fricativa

### Le fricative in italiano
La lingua italiana standard conosce solamente alcune consonanti fricative, rese con i grafemi <f>, <v>, <s> (che rende sia la sorda [s] sia la sonora [z]) e <sc(i)>. Si tratta delle coppie fricative labiodentali e alveolari, nonché della fricativa postalveolare sorda.

### Le fricative in altre lingue
La fricativa postalveolare sonora, che equivale al francese <j> di "bonjour", è presente anche in sassarese e corso (lo <sg> di "rasgioni"), in sardo meridionale (è la <x> di "arrexoni"), nel ligure (è la <x> di "raxion"), e nel dialetto toscano (è la <g> di "ragione").

## Caratteristiche fisiche
In fonetica acustica, il sonagramma prodotto dalle consonanti fricative è diverso a seconda che siano sorde o sonore.
Nel primo caso, quando cioè vengono analizzate fricative sorde, il sonagramma presenta un annerimento irregolare che si estende attraverso un'ampia gamma di frequenze in senso verticale (cioè lungo l'asse delle ordinate), mentre in senso orizzontale, cioè lungo l'asse delle ascisse che indica il tempo, la traccia si mantiene costante per tutta la durata della consonante.
Nel secondo caso, nella rappresentazione cioè di fricative sonore, la traccia è meno intensa, ma si possono notare segni di struttura formantica, caratteristica delle vocali. In tutti i sonagrammi sonori, inoltre, si può notare una frequenza bassa costante, detta barra sonora, risultato della vibrazione delle corde vocali.
Nelle transizioni tra suoni vocalici e consonantici, si riscontra un comportamento analogo a quello delle occlusive; in questo caso, tuttavia, esso non è rilevante per l'identificazione del fono, in quanto ogni fricativa è chiaramente riconoscibile da sé studiando le frequenze, ognuna delle quali è caratteristica del luogo di articolazione della consonante.

## La percezione
Allo stesso modo, in fonetica uditiva, le consonanti fricative sono generalmente riconoscibili grazie alle loro caratteristiche acustiche intrinseche, mentre la sonorità si individua per la presenza di periodicità data dalla vibrazione delle corde vocali.
Si noti che, se le transizioni con le vocali possono essere utili per identificare il luogo di articolazione della consonante, la cancellazione artificiale, in laboratorio, del rumore di frizione impedisce di individuare il modo di articolazione e conduce quindi alla percezione non della fricativa, ma dell'occlusiva corrispondente.